# Gérard Holtz
Pour les articles homonymes, voir Holtz (homonymie).
Gérard Holtz, né le 8 décembre 1946 dans le 10e arrondissement de Paris, est un journaliste, commentateur sportif, animateur de télévision et comédien français.

## Biographie

### Enfance, formation et débuts
Gérard Holtz est le fils d'André Holtz, maroquinier, et de Lucie Lebrun. Il grandit dans le quartier de Belleville chez ses grands-parents. Il y vit une enfance modeste mais heureuse.
À huit ans, il frôle la mort dans un grave accident puis contracte la tuberculose. Pour se faire soigner, il est envoyé jusqu'à l'âge de dix ans au sanatorium, ancienne Chartreuse de Glandier à Beyssac en Corrèze où le médecin déclare « cet enfant restera rachitique, et ne pourra plus jamais faire de sport. » Le jeune homme est dès lors résolu à tout faire dans la vie pour prouver le contraire.
Parallèlement au Cours Simon, il passe un DESS de droit public, puis il se forme à l'Institut français de presse avant d'être diplômé du Centre de formation des journalistes (CFJ) à Paris (promotion 1972). Il tente le concours pour intégrer Europe 1, mais est recalé face à Henri Charpentier. Claire Richet, la directrice du CFJ, le fait entrer à l'ORTF en 1972, où il est reporter du journal télévisé (JT) pendant 9 ans, et, de 1977 à 1981, il présente le JT, avant de devenir grand reporter au service des sports d'Antenne 2 en 1981.

### Télévision
De 1977 à 1981, Gérard Holtz présente quelques éditions du journal de 20h d'Antenne 2, mais est surtout connu pour avoir assuré, de 1985 à 1992, la présentation de Stade 2, l'émission sportive emblématique d'Antenne 2 (devenue ensuite France 2). Il remplace Philippe de Dieuleveult pour commenter le rallye Paris-Dakar en janvier 1986. Il le fera pour les années suivantes.[réf. souhaitée]
De 1987 à 1996, il co-anime le Téléthon sur Antenne 2 avec Claude Sérillon et Michel Drucker, puis en 2002 et 2003 sur France 2 ; une trentaine d'heures annuelles de programme pour collecter des dons au profit de la recherche contre la myopathie.
De septembre à novembre 1992, il présente l’émission Sportissimo sur France 2 avec Sophie Davant. Au cours de l'été 1994, il anime De quoi j'ai l'air ?, en deuxième partie de soirée sur France 2.
De 1994 à 1997, il présente Tout le sport sur France 3. En 1999, il anime Les Cinglés de la télé sur France 2, un jeu basé sur la culture télévisuelle.
Entre septembre 2000 et juillet 2001, il présente le Journal de 13 heures de France 2.
De 2005 à 2008, il présente à nouveau Stade 2 le dimanche, sur France 2, avant de laisser la main avant les Jeux olympiques de Pékin à Lionel Chamoulaud. Pendant le Tour de France, il présente l'Avant Tour depuis 2007 et l'Après Tour depuis 2008 sur France 2.
En 2007, alors qu'il peut prendre sa retraite, Gérard Holtz continue finalement son activité de présentateur au-delà de 60 ans, comme l'ont fait par exemple Michel Drucker, Guy Lux ou Léon Zitrone.
En 2012, il présente sur France Télévisions les Jeux olympiques de Londres et, en 2014, les Jeux olympiques de Sotchi, ainsi d'ailleurs que de nombreux Jeux olympiques d'hiver et d'été depuis 2002 (en alternance au cours de la journée avec Lionel Chamoulaud, Laurent Luyat et Céline Géraud).
En 2015, il présente, en bas des pistes avec Carole Montillet, les championnats du monde de ski alpin à Vail et Beaver Creek, au Colorado.
Dans le domaine du commentaire sportif, il est connu aussi pour les entretiens d'avant-course et d'après-course lors du Tour de France cycliste de 1985 à 2016 (Vélo-Club, puis Vestiaires, L'après-tour et de nouveau Vélo Club), ainsi que les commentaires du rallye Dakar de 1994 à 2015. Les humoristes (dont les Guignols de l'info) caricaturent sa passion des sports et son entrain lors des rencontres avec les sportifs[réf. souhaitée], notamment avec son « Vive le sport ! » qui conclut chacune de ses émissions.
En 2016, il prévoit de quitter France Télévisions après avoir animé son dernier Tour de France,. Le 24 juillet 2016, il fait ses adieux à la télévision, en direct sur France 3 depuis les Champs-Élysées lors de l'arrivée de la dernière étape du Tour de France 2016, après 44 ans de carrière, intégralement passés sur le service public (ORTF, Antenne 2, puis France 2 et France 3).
En 2019, il présente Au tour du vélo, une émission qui va à la rencontre des passionnés de vélo. L'émission est déclinée sous deux formes différentes : une version courte avec 24 épisodes de 2 minutes 30, diffusés sur RMC Découverte chaque jour à 20 h 40 du 8 au 31 juillet, et une version longue avec 12 épisodes de 25 minutes qui est proposée sur L'Équipe du 29 juillet au 3 août.

### Acteur
Dans les années 1980, Gérard Holtz apparaît au cinéma dans des rôles de présentateurs de télévision dans les films Inspecteur la Bavure (1980), Le Maître d'école (1981), La Revanche (1981) et Banzaï (1983).
En 2005, il interprète le rôle de Firmin dans la pièce de théâtre Un fil à la patte de Georges Feydeau, dans une version interprétée par des animateurs de France 2, sur une idée originale d'Olivier Minne. Diffusée sur la chaîne, cette représentation réunit plus de cinq millions de téléspectateurs.
En 2008, il joue également la pièce Le Mariage forcé de Molière, mise en scène par Jean-Daniel Laval, et créée au théâtre Montansier de Versailles. Le 15 juillet 2008, une représentation est également diffusée en direct sur France 2 à 22 h 20, qui est suivie par 781 000 téléspectateurs (6,2 % de part d'audience).
En 2014, il joue son propre rôle dans La Dernière Échappée, un téléfilm biographique sur la dernière année de la vie du coureur cycliste français Laurent Fignon.
Il est aussi auteur du docu-fiction Le Vieux Gaulois et sa petite reine, un portrait du coureur cycliste français Eugène Christophe diffusé le 7 juillet 2014 sur France 2. Le rôle-titre est joué par son fils Antoine, et Gérard Holtz interprète son propre rôle dans une mise en scène de voyage dans le temps.

### Théâtre
En 2022, il effectue une tournée dans de nombreux théâtres français avec son spectacle Vive le sport..et ses petits secrets ! où il est seul sur scène.

### Littérature
En 2012, les éditions Gründ lui proposent d’écrire un livre dédié à la légende du Tour. Gérard propose à son fils Julien Holtz, UX Designer et consultant digital, de collaborer à ce projet. Les 100 Histoires de Légende du Tour de France sortent en mai 2013 et rencontrent un vif succès à tel point que le livre est régulièrement réimprimé depuis et que l’éditeur commande chaque année un nouvel ouvrage au duo père fils. Ainsi Gérard et Julien ont ajouté à ce best seller des titres sur le Sport Français (2014), le Rugby (2015), les Jeux Olympiques (2016), le Sport Auto (2017) et le Sport au Féminin (2018). Ce dernier livre, en hommage au combat des femmes pour leur émancipation, est sorti le 1er mars 2018, pour la Journée Internationale du Droit des Femmes le 8 mars 2018, et, avec son père, ils revendiquent leur admiration à ces "role models" et "game changers". Retour aux sources : le 7e volume des Holtz pour la collection des 100 Histoires de Légende, à paraître en mai 2019, sera sur le Vélo.

### Vie personnelle
De 1979 à 2006, Gérard Holtz est marié à Marie-Françoise Buart (connue sous le nom de Framboise Holtz), avec qui il a eu deux fils : Julien (né en 1979) et Antoine (né en 1987), comédien.
En 2001, il rencontre Marie, une femme d'affaires suédoise. Ils vivent six ans ensemble et il apprend à cette occasion le suédois. Il partage ensuite la vie de la comédienne Julie Arnold. Le 19 avril 2013, il épouse la comédienne et metteuse en scène française Muriel Mayette.
En 2015, sa proximité avec Manuel Valls est évoquée dans la presse. Il avait lui-même salué « le courage de Manuel Valls qui est mon ami »,.

## Publications

### Ouvrages
- Gérard Holtz et Patrice Trapier (photogr. Philippe Crochet, Michel Gouverneur, Jean Guichard et France Richardi), Mexico 86, à deux pas du bonheur, Café Des Sports - Diffusion Calmann-Levy, 1986 (ASIN B0046ZN638)
- Gérard Holtz, Questions de tour, Jacques-Marie Laffont, coll. « People », 2009 (ISBN 2849280623, EAN 978-2849280621)
- Gérard Holtz et Geneviève Schurer, Je suis bien plus petit que mes rêves, First édition, 2009, 348 p., 22,5 x 2,7 x 14,5 cm (ISBN 2754012907, EAN 978-2754012904)
- Gérard Holtz et Julien Holtz, Les 100 Histoires de Légende du Tour de France, Éditions Gründ, 2013, 128 p., 21,8 x 1,8 x 28,8 cm (ISBN 2324005484, EAN 978-2324005480, présentation en ligne)
- Gérard Holtz et Julien Holtz, Les 100 Histoires de Légende du Sport Français, Éditions Gründ, 2014, 128 p., 21,8 x 1,9 x 28,9 cm (ISBN 2324008130, EAN 978-2324008139, présentation en ligne)
- Gérard Holtz et Julien Holtz, Les 100 Histoires de Légende du Rugby, Éditions Gründ, 2015, 128 p., 21,9 x 2 x 28,9 cm (ISBN 232401095X, EAN 978-2324010958, présentation en ligne)
- Gérard Holtz et Julien Holtz, Les 100 Histoires de Légende des Jeux Olympiques, Éditions Gründ, 2016, 128 p., 21,8 x 1,8 x 28,8 cm (ISBN 2324017741, EAN 978-2324017742, présentation en ligne)
- Gérard Holtz et Julien Holtz, Les 100 Histoires de Légende du sport auto, Éditions Gründ, 2017, 128 p., 21,8 x 1,8 x 28,8 cm (ISBN 2324019892, EAN 978-2324019890, présentation en ligne)
- Gérard Holtz et Julien Holtz, Les 100 Histoires de Légende du sport au féminin, Éditions Gründ, 2018, 128 p., 21,8 x 1,8 x 28,8 cm (ISBN 2324021617, EAN 978-2324021619, présentation en ligne)
- Gérard Holtz et Julien Holtz, Les 100 Histoires de Légende du vélo, Éditions Gründ, 2019, 128 p., 21,8 x 1,8 x 28,8 cm (ISBN 2324023822, EAN 978-2324023828, présentation en ligne)
- Gérard Holtz et Julien Holtz, Légendes du Tour de France, Éditions Gründ, 2020, 240 p., 25 x 2 x 33 cm (ISBN 2324027453, EAN 978-2324027451, présentation en ligne)
- Gérard Holtz et Julien Holtz, Les 100 Histoires de Légende du football, Éditions Gründ, 2021, 128 p., 21,8 x 1,8 x 28,8 cm (ISBN 2324026473, EAN 978-2324026478, présentation en ligne)
- Gérard Holtz, Julien Holtz, Basile Davoine et Bernard Denis, 24 Heures du Mans 1923-2023 - 100 Ans de Légendes, Grund, 2022.

### Préfaces
- Guy Kesteven (préf. Gérard Holtz), Les 1 001 vélos sur lesquels vous rêvez de rouler, Flammarion, coll. « Les 1001 », 2015, 960 p., 21 x 5,7 x 16,3 cm (ISBN 2081354594, EAN 978-2081354593)
- Dominique Le Glou (préf. Gérard Holtz, postface Jean-Paul Ollivier), Je les ai tant aimés, Cogito ergo sum, 2016, 268 p., 21 x 1,6 x 15 cm (EAN 979-1091657334, ASIN B01BUV8C3E)

## Filmographie
Sauf indication contraire, les informations mentionnées dans cette section peuvent être confirmées par les bases de données cinématographiques IMDb et Allociné,  présentes dans la section « Liens externes ».

### Cinéma
- 1980 : Inspecteur la Bavure de Claude Zidi : le présentateur de télévision
- 1981 : La Revanche de Pierre Lary : le speaker à la télévision
- 1983 : Banzaï de Claude Zidi : le speaker à la télévision

### Télévision
- 2014 : La Dernière Échappée de Fabien Onteniente (téléfilm) : lui-même

## Distinctions
- 7 d'or du meilleur journaliste sportif (1985, 1988, 1990, 1993, 1995)
- 1988 : prix Henri Desgrange de l'Académie des sports[19].
- Chevalier de l'ordre national du Mérite (décret du 24 juin 1993)[20] Remise officiellement par Nicolas Sarkozy le 23 novembre 2010[21].
- Chevalier de la Légion d'honneur (décret du 11 juillet 2014)[22]